# Kim Kuk-jin
Kim Kuk-Jin (sinh ngày 5 tháng 1 năm 1989) là một cầu thủ bóng đá người CHDCND Triều Tiên, thi đấu cho FC Wil ở Thụy Sĩ.

## Thống kê sự nghiệp câu lạc bộ
| Thành tích câu lạc bộ       | Thành tích câu lạc bộ | Thành tích câu lạc bộ | Giải vô địch | Giải vô địch | Cúp           | Cúp           | Tổng | Tổng |
| --------------------------- | --------------------- | --------------------- | ------------ | ------------ | ------------- | ------------- | ---- | ---- |
| Câu lạc bộ !\| Giải vô địch | Số trận               | Bàn thắng             | Số trận      | Bàn thắng    | Số trận       | Bàn thắng     |      |      |
| Switzerland                 | Switzerland           | Switzerland           | Giải vô địch | Giải vô địch | Schweizer Cup | Schweizer Cup | Tổng | Tổng |
| 2008–09                     | FC Concordia Basel    | Challenge League      | 20           | 2            | 3             | 0             | 23   | 2    |
| 2009–10                     | FC Wil                | Challenge League      | 11           | 0            | 1             | 0             | 12   | 0    |
| 2010–11                     | FC Wil                | Challenge League      | 9            | 0            | 1             | 0             | 10   | 0    |
| Tổng                        | Quốc gia              | Quốc gia              | 31           | 2            | 4             | 0             | 35   | 2    |
| Tổng cộng sự nghiệp         | Tổng cộng sự nghiệp   | Tổng cộng sự nghiệp   | 40           | 2            | 5             | 0             | 45   | 2    |

## Bàn thắng cho đội tuyển quốc gia
| # | Ngày                 | Địa điểm                       | Đối thủ | Tỉ số | Kết quả | Giải đấu                                     |
| - | -------------------- | ------------------------------ | ------- | ----- | ------- | -------------------------------------------- |
|   | 21 tháng 10 năm 2007 | Ulaan-Baatar, Mông Cổ          | Mông Cổ | 4–1   | Thắng   | Vòng loại giải vô địch bóng đá thế giới 2010 |
|   | 28 tháng 10 năm 2007 | Bình Nhưỡng, CHDCND Triều Tiên | Mông Cổ | 5–1   | Thắng   | Vòng loại giải vô địch bóng đá thế giới 2010 |